# Selenia cacocore
Selenia cacocore là một loài bướm đêm trong họ Geometridae.